# Коронник-куцохвіст
Коронник-куцохвіст (Zeledonia coronata) — вид горобцеподібних птахів монотипової родини Zeledoniidae.

## Таксономія
Вид традиційно відносили до родини дроздових (Turdidae), згодом до піснярових (Parulidae). Наразі вид виокремлений у власну родину Zeledoniidae, проте систематику, можливо, буде переглянуто після детальних молекулярних досліджень.

## Назва
Родова назва Zeledonia дана на честь костариканського орнітолога Хосе Кастуло Зеледона (1846—1923).

## Поширення
Коронник-куцохвіст поширений на гірському масиві Кордильєра-де-Гуанакасте у Коста-Риці та на заході Панами. Мешкає у гірських лісах та субальпійських луках парамо на висоті 1500—2000 м над рівнем моря.

## Опис
Птах завдовжки 12 см. Довжина крила 6-6,5 см.